# NGC 6915
NGC 6915 (другие обозначения — PGC 64729, IRAS20251-0314) — галактика в созвездии Орёл.
Этот объект входит в число перечисленных в оригинальной редакции «Нового общего каталога».